# Eurico Gomes
Eurico Monteiro Gomes (29 de setembre de 1955), conegut com a Eurico, és un exfutbolista portuguès de la dècada de 1980.
Pel que fa a clubs, defensà els colors dels tres grans del futbol portuguès, Porto, Benfica i Sporting.
Fou 45 cops internacional amb la selecció portuguesa amb la qual participà en l'Eurocopa 1984.

## Palmarès
Benfica
- Primeira Liga: 1975-76, 1976-77

Sporting
- Primeira Liga: 1979-80, 1981-82
- Taça de Portugal: 1981-82

Porto
- Primeira Liga: 1984-85, 1985-86
- Taça de Portugal: 1983-84
- Supercopa Cândido de Oliveira: 1983, 1984, 1986
- Copa d'Europa de futbol: 1986-87